# گارانتی بانک
گارانتی بانک (به انگلیسی: Garanti Bank) دومین بانک بزرگ ترکیه است، که طیف وسیعی از خدمات بانکی شامل: بانکداری خرد، بانکداری اختصاصی، بانکداری شرکتی، بانکداری سرمایه‌گذاری، مدیریت سرمایه‌گذاری، کارت‌های اعتباری و خدمات بیمه را ارائه می‌کند.
گارانتی بانک در سال ۱۹۴۶ در شهر آنکارا تأسیس شد و در سال ۱۹۸۳ توسط دوغوش هلدینگ خریداری شد. این بانک در حال حاضر مالک شبکه‌ای از ۹۳۶ شعبه در ترکیه می‌باشد، همچنین ۶ شعبه بین‌المللی آن نیز در کشورهای لوکزامبورگ، قبرس، مالت، آلمان، بریتانیا و چین مستقر می‌باشند.
شعبه مرکزی گرانتی بانک نیز در شهر استانبول، ترکیه قرار دارد و بخشی از سهام آن در بازار بورس لندن و بورس استانبول معامله می‌شود.